# Птолемей VI Філометор
Птолемей VI Філометор (грец. Πτολεμαῖος Φιλομήτωρ, 186 до н. е. — 145 до н. е.) — цар Єгипту у 180 до н. е.–145 до н. е. (окрім 164-163 до н. е.), з перемінним успіхом боровся проти Сирійського царства. Епіклеса Філометор значить «Той, хто любить матір».

## Життєпис
Походив з династії Птолемеїв. Син Птолемея V Епіфана, царя Єгипту, та Клеопатри I.
Під час раптової смерті його батька Птолемею було 6 років. З 180 до 176 до н. е. владу перебрала на себе мати Клеопатра I. Після її смерті регентами стали Евлей та Леней. Вони спочатку підтвердили дружні відносини з Римською республікою. Після цього висунули вимоги до Антіоха IV щодо повернення Келесирії. Зрештою така поведінка спровокувала VI Сирійську війну. Спочатку армія на чолі з регентами зазнала поразки у Келесирії, а потім сирійська армія вдерлася до самого Єгипту. тут Антіох IV захопив Мемфіс. Сам Птолемей VI намагався тікати, проте невдало: його було схоплено та відправлено до військового табора сирійського царя. Спротив очолили сестра-дружина Клеопатра та брат Птолемей, якого було оголошено царем. Незабаром під тиском Риму сирійська армія залишила Єгипет.
У 169 уклав мир із братом, згідно якого розділив владу з братом Птолемеєм та сестрою. Це викликало новий похід Антіоха IV 168 року до н. е., який знову захопив майже увесь Єгипет та Кіпр. Династію Птолемеїв врятувало втручання Риму, представник якого Гай Попілій змусив сирійців відступити з Єгипту. Птолемей VI продовжував ділити владу з братом до 164 року, коли був змушений тікати до Риму (тут знімав кімнату у маляра Деметрія).
У 163 до н. е. за підтримки Риму повернувся до Єгипту, який змусив братів розділити держави: Птолемею VI переходив сам Єгипет та Кіпр, а його братові — Киренаїка. Наступні роки Птолемей VI постійно стикався із змовами свого брата, який у 164 та 155 намагався заволодіти Кіпром.
Надав покровительство юдейським жерцям, що втекли з Палестини. Дозволив первосвященику Оніасу IV реставрувати храми в Леонтополі.
У 150-х до н. е. претензії на Кіпр висунув Деметрій I Сотер. За таких обставин Птолемей VI у 152 до н. е. уклав союз з Євменом II, царем Пергаму, який висунув претендента на сирійський трон — Олександра I Баласа. Останній розбив Деметрія I у 150 до н. е. та став новим царем Сирійського царства. Для зміцнення союзу з Баласом Птолемей VI видав за нього свою доньку Клеопатру Тею. Втім під час перебування Птолемея Філометора у Сирії цар Олександр I Балас спробував того вбити, проте невдало. У відповідь Птолемей VI виступив проти Баласа і скинув його.
Спочатку Птолемей оголосив себе царем Азії, але зрештою передав владу над Сирією Деметрію II, сину Деметрія I. 145 року до н. е. союзники вщент розбили військо Баласа у битві при Ойнапарасі, проте Птолемей, впавши з коня, зазнав смертельної травми, від якої незабаром помер.

## Родина
Дружина — Клеопатра ІІ
Діти:
- Птолемей Євпатор (д/н—152 до н. е.)
- Птолемей
- Клеопатра Теа (165–121 до н. е.)
- Клеопатра